# Порфирий Газский
Порфи́рий (др.-греч. Πορφύριος; ~ 346 — 26 февраля 420 года) — епископ Газы. 
Порфирий Газский почитается как святой в Православной церкви и Католической церкви, память 26 февраля. Биографические сведения о Порфирии можно узнать из сочинения Марка Диакона «Житие святого Порфирия, епископа Газского». Марк жил вместе с Порфирием, как дьякон служил вместе с Порфирием, выполнял его различные поручения. После смерти Порфирия Марк написал биографическое сочинение о Порфирии —  «Житие святого Порфирия, епископа Газского».
Порфирий родился в Фессалониках. Родители Порфирия были очень богатые и благородные; Порфирий имел братьев. Порфирий уезжает из Фессалоники в Египет для того, чтобы стать иноком. Порфирий в течение 5 лет жил в скиту в Египте, где принял монашеский постриг. После этого Порфирий отправляется в Иерусалим для поклонения святым местам. После паломничества Порфирий отправляется в пределы Иордана и поселяется в пещере, пребыв в ней также пять лет в большом утеснении. Вследствие большой сухости и непостоянства климата места, в котором жил Порфирий, он впал в тяжёлую болезнь. Порфирий призывает одного из знакомых взять его в Иерусалим. Болезнь Порфирия это скирр (фиброзный рак) в печени, болезнь сопровождалась постоянной весьма тонкою лихорадкою. Когда болезнь усиливалась и беспрестанно колола внутренности, то тело Порфирия ослабевало. Но несмотря на болезнь, Порфирий каждый день обходил святые места, согнувшись. Не в состоянии выпрямиться во весь рост, Порфирий ходил согнувшись, опираясь на жезл. Марк приехал в Иерусалим из Азии для того, чтобы поклониться святым местам и находит Порфирия в болезни. После чего, Марк жил в Палестине, занимаясь каллиграфией и этим зарабатывал себе на жизнь. Из жития непонятно: жил ли Марк с Порфирием в Египте раньше или в Иерусалиме начал служить Порфирию. В Палестине Марк находится в очень близких отношениях с Порфирием, Порфирий полностью доверяет Марку. Порфирий посылает Марка на свою родину — в Фессалонику с письмом. В Фессалониках Марк разделяет имение Порфирия с его братьями. После этого Марк продает поместья Порфирия за три тысячи золотых, берёт одежду и серебро, а также и других тысячу четыреста золотых, доставшиеся по наследству Порфирию, и через три месяца отплывает назад. Прибывает в гавань Аскалонскую, через двенадцать дней после отплытия. В Аскалоне Марк нанимает вьючных животных и нагрузив их, привозит наследство Марка в Иерусалим. К удивлению Марка , он застаёт Порфирия здоровым в Иерусалиме. Перед приездом Марка Порфирий прилег близ святого Краниева места и от большой боли пришел как бы во исступление, в сонном видении Иисус Христос исцеляет Порфирия. Порфирий продает одежду; и все деньги, которые имеет, раздает монастырям в Иерусалиме и в Египте. Порфирий посвятил себя ремеслу кожевника. Вскоре, в 392 году, епископ Иерусалима поставляет Порфирия в иереи и делает ставрофилаком (хранителем Святого Креста в Иерусалимском храме). Через три года Порфирия рукополагают в епископы города Газа. В Газе процветало язычество, а христианская община была небольшая. Главным светилищем в Газе был огромный круглый Марнейон, святилище бога Марны, отождествляемого с Зевсом. Порфирий посылает Марка в Константинополь для того, чтобы Марк уговорил императора издать указ о уничтожении всех языческих храмов в Газе. Прибыв в столицу, Марк встречается с Иоанном Златоустом, и вместе с ним через евнуха Евтропия  достигает цели частично — император Аркадий издаёт указ о закрытии всех языческих храмов в Газе. Порфирий приступает к закрытию языческих храмов в Газе, но указ императора полностью не выполняется: часть языческих храмов закрыть не удалось. Идолопоклонники, которых было подавляющее большинство в Газе, ожесточались и не дозволяли христианам занимать общественные должности. Порфирий вместе с Марком в 401 году отправляется с столицу, здесь они встречаются с Иоанном Златоустом, и вместе с ним через евнуха кувикулярия Амантия пытаются достигнуть ранее поставленной цели — издания указа о уничтожении всех языческих храмов в Газе. Император в начале даёт отказ. Тогда Порфирий действует через императрицу Евдоксию, которая была беременная. Порфирий предсказывает ей о рождении мальчика-наследника. 10 апреля рождается будущий император Феодосий II. После рождения сына и после того как непосредственно младенца крестили, Порфирий подает вновь прошение императору. Император Аркадий издаёт указ, удовлетворяя просьбу Порфирия. Евдоксия принимает Порфирия даёт ему сто золотых монет и обещает своё покровительство. После чего Порфирий с Марком отправляются в Газу, где уничтожают все языческие храмы при помощи императорских воинов, а всё имущество языческих храмов — золото и серебро становится собственностью христиан. В городе начинаются обыски, в домах граждан ищут идолов, после чего их уничтожают. Часть языческого населения покидает город. В Газе Порфирий строит большую церковь на месте  сожженного языческого храма в честь бога Марны. В 407 году церковь была построена (архитектор Руфин) и названа в честь императрицы — Евдоксиевой церковью. В 415 году Порфирий участвует в Диоспольском соборе, на котором рассматривались обвинения против Пелагия. 26 февраля 420 года Порфирий умирает.
Порфирию посвящена служба, которая помещена в Минею,  26 февраля. Служба состоит из трёх стихир на «Господи воззва́х» восьмого гласа; тропаря, канона четвёртого гласа; седальна третьего гласа; кондака второго гласа.